# Hoisington (Kansas)
Hoisington é uma cidade localizada no estado americano de Kansas, no Condado de Barton.

## Demografia
Segundo o censo americano de 2000, a sua população era de 2975 habitantes.
Em 2006, foi estimada uma população de 2832, um decréscimo de 143 (-4.8%).

## Geografia
De acordo com o United States Census Bureau tem uma área de
3,1 km², dos quais 3,1 km² cobertos por terra e 0,0 km² cobertos por água. Hoisington localiza-se a aproximadamente 564 m acima do nível do mar.

## Localidades na vizinhança
O diagrama seguinte representa as localidades num raio de 24 km ao redor de Hoisington.